# Nagrade i nominacije Wiza Khalife
Ovo je popis nagrada i nominacija američkog repera, pjevača i tekstopisca Wiza Khalife. Wiz Khalifa je u svojoj glazbenoj karijeri nominiran za dvadeset nagrada od čega je osvojio pet. Wiz Khalifa je 1. prosinca 2011. godine dobio prve dvije nominacije za nagradu Grammy. Obe dvije nominacije je dobio za pjesmu "Black and Yellow" u kategorijama; Najbolja rap izvedba (Best Rap Performance) i Najbolja rap pjesma (Best Rap Song).
Svoj prvi, nezavisni album Show and Prove objavio je 2006. godine, te je 2007. potpisao ugovor za diskografsku kuću Warner Bros. Records. Njegov prvi promotivni singl "Say Yeah" dostigao je 19. mjesto na top ljestvici Billboard Hot 100. Khalifa je svoj drugi album Deal or No Deal objavio u studenom 2009. godine. Svoj miksani album Kush & Orange Juice objavio je kao besplatni download u travnju 2010. godine, a album je postao najtraženija tema na Googleu. Prvi singl nakon što je potpisao ugovor za Atlantic Records je "Black and Yellow" koji je debitirao na 1. mjestu top ljestvice Billboard Hot 100. Svoj debitantski album Rolling Papers objavio je objavio 29. ožujka 2011. godine. Osim singla "Black and Yellow", album sadrži još tri hit singla; "Roll Up", "On My Level" i "No Sleep". Wiz Khalifa je 13. prosinca 2011. godine objavio album Mac & Devin Go to High School zajedno sa Snoop Doggom. Na albumu se nalazi hit singl "Young, Wild & Free" na kojem gostuje Bruno Mars.

## American Music Awards
| Godina | Nominirano djelo | Nagrada                                                      | Rezultat   |
| ------ | ---------------- | ------------------------------------------------------------ | ---------- |
| 2011.  | Wiz Khalifa      | Najbolji novi izvođač godine (Sprint New Artist of the Year) | nominacija |

## BET Awards
| Godina | Nominirano djelo | Nagrada                                 | Rezultat |
| ------ | ---------------- | --------------------------------------- | -------- |
| 2011.  | Wiz Khalifa      | Najbolji novi izvođač (Best New Artist) | dobitnik |

## BET Hip-Hop Awards
| Godina | Nominirano djelo            | Nagrada                                                           | Rezultat   |
| ------ | --------------------------- | ----------------------------------------------------------------- | ---------- |
| 2011.  | Wiz Khalifa                 | Novak godine (Rookie of the Year)                                 | dobitnik   |
| 2011.  | "Black and Yellow"          | Pjesma godine (Track of the Year)                                 | dobitnik   |
| 2011.  | Wiz Khalifa                 | Najbolji hip hop stil (Made-You-Look Award (Best Hip-Hop Style))  | nominacija |
| 2011.  | "Black and Yellow"          | Najbolja klupska pjesma (Best Club Banger)                        | nominacija |
| 2011.  | Rolling Papers              | Album godine (CD of the Year)                                     | nominacija |
| 2011.  | "Bright Lights Bigger City" | Najbolji stih (Sweet 16: Best Featured Verse)                     | nominacija |
| 2011.  | "Till I'm Gone"             | Najbolji stih (Sweet 16: Best Featured Verse)                     | nominacija |
| 2011.  | "Black and Yellow"          | Izbor slušatelja (Verizon People's Champ Award (Viewers' Choice)) | nominacija |
| 2011.  | Wiz Khalifa                 | MVP godine (MVP of the Year)                                      | nominacija |

## BillboardMusic Awards
| Godina | Nominirano djelo | Nagrada                                | Rezultat   |
| ------ | ---------------- | -------------------------------------- | ---------- |
| 2012.  | Wiz Khalifa      | Najbolji novi izvođač (Top New Artist) | dobitnik   |
| 2012.  | Wiz Khalifa      | Najbolji rap izvođač (Top Rap Artist)  | nominacija |

## Grammy Awards
| Godina | Nominirano djelo   | Nagrada                                     | Rezultat   |
| ------ | ------------------ | ------------------------------------------- | ---------- |
| 2012.  | "Black and Yellow" | Najbolja rap pjesma (Best Rap Song)         | nominacija |
| 2012.  | "Black and Yellow" | Najbolja rap izvedba (Best Rap Performance) | nominacija |

## MOBO Awards
| Godina | Nominirano djelo | Nagrada                                               | Rezultat   |
| ------ | ---------------- | ----------------------------------------------------- | ---------- |
| 2011.  | Wiz Khalifa      | Najbolji međunarodni izvođač (Best International Act) | nominacija |

## MTV Europe Music Awards
| Godina | Nominirano djelo | Nagrada                           | Rezultat   |
| ------ | ---------------- | --------------------------------- | ---------- |
| 2011.  | Wiz Khalifa      | Najbolja novi izvođač (Best New)  | nominacija |
| 2011.  | Wiz Khalifa      | Najbolji Push izvođač (Best Push) | nominacija |

## MTV Video Music Awards
| Godina | Nominirano djelo   | Nagrada                                 | Rezultat   |
| ------ | ------------------ | --------------------------------------- | ---------- |
| 2011.  | "Black and Yellow" | Najbolji novi izvođač (Best New Artist) | nominacija |

## mtvU Woodie Awards
| Godina | Nominirano djelo   | Nagrada                            | Rezultat |
| ------ | ------------------ | ---------------------------------- | -------- |
| 2011.  | "Black and Yellow" | Woodie godine (Woodie of the Year) | dobitnik |

## Stony Awards
| Godina | Nominirano djelo | Nagrada                            | Rezultat |
| ------ | ---------------- | ---------------------------------- | -------- |
| 2012.  | Wiz Khalifa      | Stoner godine (Stoner of the Year) | dobitnik |

## Teen Choice Awards
| Godina | Nominirano djelo | Nagrada                                               | Rezultat   |
| ------ | ---------------- | ----------------------------------------------------- | ---------- |
| 2011.  | Wiz Khalifa      | Najbolji novi izvođač (Choice Music: Breakout Artist) | nominacija |

## Vanjske poveznice
- Nagrade i nominacije